# Tokay Péter
Tokay Péter (Debrecen, 1981. május 14. –) film-, videóklip- és reklámfilmrendező, vágó.

## Élete
Tokay Péter 2003 óta foglalkozik filmkészítéssel, de a filmekhez való kötődése és szeretete egészen gyerekkorára vezethető vissza. A Keresztapa egyik epizódját látva, a filmezés rabja lett.
Számos díjnyertes alkotás köthető a nevéhez, melyekben  mint rendező és író vett részt, de több alkotásban vágóként is dolgozott.
Több száz videóklipet, több tucat reklámfilmet és rengeteg image- és koncertfilmet rendezett és vágott. Számos külföldi anyag köthető a nevéhez. Látásmódja és munkássága a nyugati országokban is keresett.
Elismerései:
- 2015. PromaxBDA Global Excellence Awards – AXN Company Image Reel – első helyezett / producer, rendező
- 2015. PromaxBDA Global Excellence Awards – General Channel Image Spot – első helyezett / producer
- 2012. Bravo Ottó Gála – legjobb videóklip jelölés
- 2011. Aranyszem Operatőr Fesztivál – legjobb reklámfilm (operatőr: Mayer Zoltán)
- 2011. KAFF Filmfesztivál – legjobb animációs reklámfilm – jelölés
- 2010. Beck’s – Different by Choise Award példakép – első helyezett
- 2008. Viva Comet Gála – legjobb videóklip rendező
- 2008. Bravo Ottó Gála – legjobb videóklip jelölés
- 2005. Aranyszem Operatőr Fesztivál – legjobb videóklip DOP jelölés
- 2004. XAFT Filmfesztivál – jelölés

## Filmjei
- Reklámfilmek
  - 2016. WisEDress
  - 2016. Springbreak
  - 2015. Bosch
  - 2015. AXN - Star Wars
  - 2015. Praktiker
  - 2015. Magyar Jégkorong Szövetség
  - 2015. bwin X Lords of Gravity
  - 2015. Viasat
  - 2012. Lipton Ice Tea
  - 2012. TEVA
  - 2012. Takarékpont
  - 2011. Siemens

- Imagefilmek:
  - 2016. NNG Assistant
  - 2016. WisEDress
  - 2015. Bacardi Gateway
  - 2015. Generali
  - 2015. Springbreak - Croatia
  - 2015. TEVA
  - 2015. Corinthia Hotel Budapest
  - 2015. Quick Milk
  - 2014. Herend 3D
  - 2014. bwin X Lords of Gravity

- Videóklipek:
  - 2016. A Zene Gyógyító Ereje - Pio atya
  - 2016. A csoport
  - 2015. Pyogenesis
  - 2015. Quick Milk Magic Sipper
  - 2015. A Zene Gyógyító Ereje
  - 2014. AXN Central Europe
  - 2014. Fish!
  - 2014. Anna & the Barbies
  - 2014. Tankcsapda
  - 2013. Depresszió
  - 2012. Cheyenne Jackson
  - 2012. Ocho Macho & Kowalsky

## Filmszerepek
- Dobogó Kövek - mellékszerep (2010)
- Tankcsapda - Köszönet doktor (2009)
- Replika - Mindent akarok (2006)
- Panelparaszt (2004)

## Érdekességek
- Kedvenc rendezői: Francis Ford Coppola, David Fincher és Mathieu Kassovitz.
- Kedvenc operatőrei: Emmanuel Lubezki, Koltai Lajos, Claudio Miranda és Gordon Willis.

## Külső hivatkozások
- Pixel Film – Tokay Péter cégének weblapja
- Pixel Film Instagram oldala
- Egy hosszabb interjú a Hírszerzőn
- ShootInHungary Archiválva 2021. május 11-i dátummal a Wayback Machine-ben
- A Hazatérés c. kisjátékfilm a film.hu-n
- Tankcsapda - Köszönet doktor és a Pixel Film
- Tokay Péter és a Groovehouse
- Tokay Péter vihette haza az első 2008-as Viva Comet gömböt!
- Tokay Péter második klipjét forgatja a Kowalsky meg a Vega zenekarnak
- Veszélyes mutatvány a Mafia zenekar első klipjében
- Magyarországon forgatott az amerikai énekesnő
- Interjú Tokay Péterrel a Deol-on